# Azerbaïdjan aux Jeux olympiques d'été de 1996
L'Azerbaïdjan participe aux Jeux olympiques d'été de 1996 à Atlanta. Il s'agit de leur 1re participation à des Jeux d'été.
La délégation azerbaïdjanaise, composée de 23 athlètes dans 9 sports, termine 61e du classement général avec 1 médaille (1 en argent).

## Liste des médaillés azerbaïdjanais

### Médailles d'or
| Sport              | Discipline | Sportifs | Performance |
| Médailles d'or : 0 |            |          |             |

### Médailles d'argent
| Sport                  | Discipline         | Sportifs         | Performance             |
| Médailles d'argent : 1 |                    |                  |                         |
| Lutte libre            | Moins de 52 kg (H) | Namig Abdullayev | Azerbaïdjan 10 - 0 Iran |

### Médailles de bronze
| Sport                   | Discipline | Sportifs | Performance |
| Médailles de bronze : 0 |            |          |             |